# Wydział Nauki o Żywności Uniwersytetu Warmińsko-Mazurskiego
Wydział Nauki o Żywności Uniwersytetu Warmińsko-Mazurskiego w Olsztynie – jeden z piętnastu wydziałów Uniwersytetu Warmińsko-Mazurskiego w Olsztynie.

## Historia
Wydział Nauki o Żywności swój początek wziął od utworzonego w 1945 r. Wydziału Mleczarsko-Serowarskiego w Państwowej Wyższej Szkole Gospodarstwa Wiejskiego w Cieszynie. W 1950 r. jako Wydział Mleczarski współtworzył powołaną Wyższą Szkołę Rolniczą w Olsztynie. Wraz z rozwojem olsztyńskiej Uczelni Wydział przechodził kolejne etapy rozwoju. W 1965 r. Wydział uzyskał uprawnienia do nadawania stopnia doktora nauk technicznych, a w roku 1966 zmienił nazwę na Wydział Technologii Mleczarskiej i Żywności. Następnie w 1978 Wydział uzyskał prawo do nadawania stopnia doktora habilitowanego nauk technicznych z zakresu technologii żywności. W roku 1988 zmieniono prawo do nadawania stopnia doktora habilitowanego nauk technicznych z zakresu technologii żywności, na prawo nadawania stopnia doktora habilitowanego nauk rolniczych z zakresu technologii żywności. W roku 1992 zmieniono prawo nadawania stopnia doktora nauk rolniczych z zakresu technologii żywności na prawo do nadawania stopnia doktora nauk rolniczych z zakresu technologii żywności i żywienia. W roku akademickim 1998/1999 uruchomiono na Wydziale kształcenie na nowym kierunku Towaroznawstwo. W 1998 roku Wydział, jako pierwszy w kraju, zmienił nazwę na Wydział Nauki o Żywności, a w roku 1999 wszedł w struktury nowo utworzonego Uniwersytetu Warmińsko-Mazurskiego. W tym samym roku dokonało się kolejne poszerzenie oferty kształcenia Wydziału o trzeci kierunek: Inżynieria chemiczna i procesowa. Z kolei w 2011 r. wspólnie z Wydziałami Bioinżynierii Zwierząt oraz Kształtowania Środowiska i Rolnictwa uruchomiono makrokierunek Gastronomia - sztuka kulinarna.
W latach 1978–1981 dziekanem Wydziału Technologii Żywności ART w Olsztynie był prof. Jan Kisza.

## Kierunki kształcenia
Dostępne kierunki:
- Bezpieczeństwo i certyfikacja żywności (studia I stopnia)
- Gastronomia - sztuka kulinarna (studia I i II stopnia)
- Technologia żywności i żywienie człowieka (studia I i II stopnia)

## Poczet dziekanów
1. prof. dr hab. Józef Dubiski (1945–1950)
2. prof. Alojzy Świątek (1950–1951)
3. prof. dr Józef Budsławski (1951–1953)
4. prof. Mieczysław Eisele (1953–1960)
5. prof. Tomasz Dziama (1960–1961)
6. prof. dr Józef Budsławski (1961–1965)
7. prof. dr hab. Bogusław Imbs (1965–1969)
8. prof. dr hab. Stefan Poznański (1969–1975)
9. prof. dr Władysław Damicz (1975–1978)
10. prof. dr hab. Jan Kisza (1978–1981)
11. prof. dr hab. Janusz Budny (1981–1984)
12. prof. dr hab. Stefan Smoczyński (1984–1990)
13. prof. dr hab. Włodzimierz Bednarski (1990–1996)
14. prof. dr hab. Zbigniew Śmietana (1996–2005)
15. prof. dr hab. Stefan Ziajka (2005–2008)
16. prof. dr hab. inż. Bogusław Staniewski (2008–2016)
17. prof. dr hab. inż. Małgorzata Darewicz (2016–2024)
18. dr hab. inż. Justyna Żulewska (od 2024)

## Władze Wydziału
W kadencji 2024–2028:
| Stanowisko                 | Imię i nazwisko                          |
| -------------------------- | ---------------------------------------- |
| Dziekan                    | dr hab. inż. Justyna Żulewska            |
| Prodziekan ds. kształcenia | dr hab. inż. Monika Modzelewska-Kapituła |
| Prodziekan ds. studenckich | dr hab. inż. Tomasz Sawicki              |

## Struktura organizacyjna
| Katedra                                                            | Kierownik                              |
| ------------------------------------------------------------------ | -------------------------------------- |
| Katedra Biochemii Żywności                                         | prof. dr hab. inż. Małgorzata Darewicz |
| Katedra Fizyki i Biofizyki                                         | prof. dr hab. Danuta Kruk              |
| Katedra Inżynierii, Aparatury Procesowej i Biotechnologii Żywności | dr hab. inż. Fabian Dajnowiec          |
| Katedra Mikrobiologii Przemysłowej i Żywności                      | dr hab. inż. Anna Zadernowska          |
| Katedra Mleczarstwa i Zarządzania Jakością                         | dr hab. inż. Justyna Żulewska          |
| Katedra Przetwórstwa i Chemii Surowców Roślinnych                  | prof. dr hab. inż. Iwona Konopka       |
| Katedra Towaroznawstwa i Badań Żywności                            | dr hab. inż. Joanna Klepacka           |
| Katedra Technologii i Chemii Mięsa                                 | dr hab. inż. Wacław Mozolewski         |
| Katedra Żywienia Człowieka                                         | prof. dr hab. Lidia Wądołowska         |